# Sympodium punctatum
Sympodium punctatum is een zachte koraalsoort uit de familie Xeniidae. De koraalsoort komt uit het geslacht Sympodium. Sympodium punctatum werd in 1898 voor het eerst wetenschappelijk beschreven door May. 